# Rimo Hunt
Rimo Hunt (* 5. November 1985 in Haapsalu) ist ein ehemaliger estnischer Fußballspieler.

## Karriere

### Verein
In der Jugend für den FC Haapsalu aktiv, der an der estnischen Westküste beheimatet ist spielte Hunt bis zum Jahresende 2004. In den Jahren 2005 und 2006 ist über seinen Verbleib nichts bekannt vermutlich war er ohne Verein, erst wieder ab 2007. Im Jahr 2007 spielte er eine Partie für den JK Kaitseliit Kalev der als militärischer Freiwilligenverband Kaitseliit bekannt ist und die Estnischen Streitkräfte unterstützt. Im selbigen Jahr spielte er erstmals für den estnischen Drittligisten FC M.C. Tallinn aus der Landeshauptstadt Estlands. Dort stand er bis zum Jahr 2010 unter Vertrag und konnte in 66 Spielen 56 Tore erzielen. Durch seine Trefferquote wurde der Estnische Zweitligist der JK Tallinna Kalev auf ihn aufmerksam und verpflichtete den Stürmer für die Spielzeit 2011. Mit 35 Toren wurde er hinter Maksim Rõtškov zweiter der Torjägerliste und konnte mit dem Traditionsklub in die Meistriliiga aufsteigen. Zu Beginn der Saison 2012 unterschrieb Hunt einen Vertrag beim Erstligisten Levadia Tallinn. Zuvor hatte er dort bereits ein Probetraining absolviert. Sein Debüt in der höchsten Estnischen Spielklasse feierte er am 1. Spieltag gegen den JK Nõmme Kalju. Den ersten Treffer von insgesamt 11 den er in seiner Debütsaison im Trikot der grün-weißen erzielte, sollte er gegen den FC Viljandi markieren. Mit Levadia konnte er 2012 den ersten Titel der Karriere gewinnen, nachdem er im Estnischen Pokalfinale mit seiner Mannschaft gegen den JK Trans Narva erfolgreich war. Rimo Hunt kam beim 3:0-Erfolg nach der Halbzeitpause für Andero Pebre in das Spiel blieb allerdings ohne Torerfolg. Im Jahr 2013 konnte er mit dem Supercup seinen zweiten Titel gewinnen. In der Meisterschaft 2013 konnte er mit 22 Toren zweiter in der Torschützenliste hinter Vladimir Voskoboinikov werden, und zugleich den Meistertitel gewinnen. Im Februar 2014 unterschrieb Hunt einen Vertrag beim kasachischen Verein Qaisar Qysylorda.

### Nationalmannschaft
Im Juni 2013 debütierte Hunt in der Estnischen Nationalmannschaft im Länderspiel gegen Belarus in Tallinn als er für Kristen Viikmäe eingewechselt wurde. Beim 2:0-Auswärtssieg gegen Gibraltar erzielte er sein erstes Tor für Estland.

## Sonstiges
Im Ligaspiel der Saison 2013 zwischen dem JK Nõmme Kalju und FC Levadia Tallinn trat Hunt einen Balljungen von Nõmme, der daraufhin stürzte und für kurze Zeit liegen blieb. Daraufhin erkundigte sich der Teamkapitän von Nõmme Alo Bärengrub über den Gesundheitszustand des Jungen. Rimo Hunt entschuldigte sich später für die Aktion, in Estland wurde er trotzdem stark kritisiert. Im Januar desselben Jahres wurde bereits der Belgische Auswahlspieler Eden Hazard ebenfalls gegen einen Balljungen körperlich gewalttätig.

## Erfolge
mit dem JK Tallinna Kalev
- Aufstieg in die Meistriliiga: 2011

mit dem FC Levadia Tallinn
- Estnischer Fußballpokal: 2012
- Estnischer Supercup: 2013
- Estnischer Meister: 2013